# Тата Пауер СЕД
Тата Пауер СЕД (енгл. Tata Power Strategic Engineering Division) огранак је фирме Тата Пауер, и представља једну од четири фирме које сачињавају организацију Тата групу. Од раније је позната као Стратешка Електронска Дивизија.

## Производи и услуге

### Пинака ВБР
Тата Пауер СЕД је кључна фирма која заједно са фирмом Ларсен и Турбо Лимитед ради на развоју вишецевног бацача ракета (ВБР) Пинака. Овај артиљеријски ракетни систем веома је распрострањен у јединицама индијске војске, а своје врхунске квалитете показао је током Каргили рата.

### Ракета Акаш
Тата Пауер СЕД бави се израдом лансера за систем Акаш који користи ракете земља-ваздух за потребе индијских ваздухопловних снага.

### Нуклеарне подморнице класе Арихант
Тата Пауер сед бави се и производњом контролних система за нуклеарне подморнице класе Арихант.